# Nogales (Sonora)
Nogales è una municipalità dello stato di Sonora nel Messico settentrionale, il cui capoluogo è la località di Heroica Nogales.
Conta 233.952 abitanti (2010) e ha un'estensione di 1.754,24 km².